# James Thompson
För simmaren med samma namn, se James Thompson (simmare)
För den sydafrikanske roddaren med samma namn, se James Thompson (roddare).
James Thompson, född 29 april 1974 i York, är en brittisk racerförare. Thompson har vunnit totalt i BTCC två gånger.
1994 körde Thompson i BTCC i en Peugeot som privatförare. Hans prestationer ledde till en plats i Vauxhall-stallet året efter. Han blev den yngste personen att vinna ett lopp i BTCC 1995. Han tog också två pole positions innan hans säsong tog slut efter en krasch på Knockhill. 1996 var ett mellanår med den nya Vauxhall Vectran. Thompson tog dock en vinst på Oulton Park efter att ha gått från femte till första efter två hektiska slutvarv där Roberto Ravaglia och Rickard Rydell kolliderade, Joachim Winkelhock spann av och Alain Menus bil gick sönder.
1997 flyttade James till Honda och slutade femma i mästerskapet 1997, trea 1998, och fyra 1999. Han missade två racehelger på grund av skada 2000, men lyckades trots det sluta nia i mästerskapet. 
När Honda drog sig ur BTCC-serien 2001 bytte Thompson stall till Team Egg Sport. Stallet, som körde Vauxhall, tog 4 vinster och en tredje plats totalt med Thompson, vilket var tillräckligt för att Thompson skulle kunna ta en plats i Vauxhalls fabriksstall 2002. Thompsons stallkamrat blev fransmannen Yvan Muller, och de två hade en lång kamp i den då dominanta Vauxhall Astran. James blev BTCC-mästare både 2002 och 2004 och var tvåa 2003. 2005 gick Thompson över till WTCC för Alfa Romeo. 
Hans första säsong i WTCC började med en vinst i det andra heatet på Autodromo Nazionale di Monza, men var totalt sett något sämre. i november 2005 konfirmerades det att Thompson skulle köra för SEAT Sport 2006. Thompson ledde mästerskapet efter att lite mer än halva säsongen hade gått, men blev tvungen att bära mycket straffvikter och hade vid säsongens slut fallit ner till en åttonde plats totalt. 
2007 kommer Thompson att återigen köra för Alfa Romeo i WTCC.

## Race of Champions
Efter att Jenson Button ådragit sig en skada och var tvungen att stå över 2006 års Race of Champions ersatte Thompson Button. Väl i tävlingen åkte Thompson ut ganska snabbt.

### WTCC-karriär
| Säsong | Stall/Tillverkare | Poäng | Placering |
| ------ | ----------------- | ----- | --------- |
| 2005   | Alfa Romeo        | 52    | 8         |
| 2006   | SEAT Sport        | 54    | 8         |
| 2007   | Alfa Romeo        | 79    | 3         |